# Río Urdón
El río Urdón es un río situado en la comunidad autónoma de Cantabria (España), en los municipios de Bejes (Cillorigo) y Peñarrubia. 

## Curso
Su cauce transita por una angosta garganta poblada por un bosque de tilos y robles, olmos, fresnos y hayas. Este curso fluvial recibe las aguas de diversos ríos y arroyos menores procedentes del Macizo Oriental de los Picos de Europa y a su vez es tributario del río Deva. 
En él se levanta la Central Hidroeléctrica del Salto de Urdón, en Urdón, construida por Hidroeléctrica Ibérica a principios del siglo XX y que desde 1913 pasó a manos de Electra de Viesgo.